# Jürgen Macho
Jürgen Macho (* 24. srpna 1977) je bývalý rakouský fotbalový brankář. Je trenérem brankářů v Rapidu Vídeň.

## Klubová kariéra
Macho začal svou kariéru v prvním týmu Wiener Sport-Club v roce 1996 a po jedné sezóně se přesunul do First Vienna FC, kde strávil tři sezóny, než v roce 2000 odešel do klubu Premier League Sunderland AFC.
V Sunderlandu strávil Macho tři sezony jako brankářská dvojka za dánským reprezentantem Thomasem Sørensenem a stihl celkem 22 ligových zápasů. V sezóně 2003/04 přestoupil do Chelsea, ale většinou tam byl až čtvrtou brankářskou volbou. Během sezóny utrpěl vážné zranění a poté už se v soutěžním zápase neobjevil ani jednou.
V srpnu 2004, poté, co byl uvolněn ze zbývajícího roku své smlouvy s Chelsea, Macho opustil klub a přestoupil do rakouského bundesligového týmu SK Rapid Vídeň, kde měl být na roční hostování. Strávil zde však jen čtyři měsíce, zvládl osm ligových startů a dva zápasy v Poháru UEFA.
V lednu 2005 se Macho připojil k německému klubu 1. FC Kaiserslautern, kde nejprve strávil šest měsíců jako brankářská trojka za Timem Wiesem a Thomasem Ernstem. V sezóně 2005/06 se však stihl stát pravidelným hráčem týmu, když Wiese odešel do Werderu Brémy. Následně v této sezóně odehrál celkem 20 ligových zápasů, ale kvůli zranění vynechal téměř celou druhou část sezóny. V sezóně 2006/07 byl hlavním brankářem Kaiserslauternu, tým byl nyní ovšem v 2. Bundeslize, kam sestoupil poté, co v předchozí sezóně skončil na 16. místě v nejvyšší soutěži.
Dne 31. srpna 2007 Macho přestoupil do řeckého klubu AEK Athény. Brzy se stal brankářskou jedničkou před Brazilcem Marcelem Morettem. Dne 26. března 2009 bylo oznámeno, že v červnu po vypršení smlouvy odejde.
Macho trénoval s Wigan Athletic z Premier League s výhledem na trvalý přestup, ale přestup byl 29. září 2009 zrušen.
Dne 5. listopadu 2009, po několika měsících bez angažmá, se Macho vrátil do Rakouska, kde podepsal smlouvu s LASK Linz. Na konci sezóny se však opět přesunul do Řecka a připojil se k Panionios GSS.

## Reprezentační kariéra
Macho debutoval za Rakousko v roce 2002 a odehrál 26 mezinárodních zápasů, včetně dvou zápasů v kvalifikaci na Mistrovství světa ve fotbale 2006 v říjnu 2005.
Dne 16. listopadu 2007 mu v přátelském utkání proti Anglii po srážce s Peterem Crouchem zapadl jazyk do krku. Život mu zachránil rakouský hlavní zdravotník. Na Mistrovství Evropy ve fotbale 2008 odehrál Macho všechny tři zápasy skupinové fáze za hostitelskou zemi.

## Úspěchy
- Rapid Vídeň:
  - Rakouská Bundesliga: 2004/05